# ألبرتو فريسون
البرتو فريسون (بالإيطالية: Alberto Frison)‏ (22 يناير 1988 في إيطاليا - ) هو لاعب كرة قدم إيطالي في مركز حراسة المرمى. شارك مع منتخب إيطاليا تحت 16 سنة لكرة القدم ومنتخب إيطاليا تحت 17 سنة لكرة القدم ومنتخب إيطاليا تحت 18 سنة لكرة القدم ومنتخب إيطاليا تحت 19 سنة لكرة القدم ومنتخب إيطاليا تحت 20 سنة لكرة القدم ومنتخب إيطاليا تحت 21 سنة لكرة القدم. أما مع النوادي، فقد لعب مع نادي تريفيزو ونادي جنوى ونادي ساليرنيتانا ونادي سامبدوريا ونادي فروسينوني ونادي فيتشينزا ونادي كاتانيا وManfredonia Calcio ‏.

## روابط خارجية
- البرتو فريسون على موقع قاعدة بيانات كرة القدم.إي يو (الإنجليزية)
- البرتو فريسون على موقع Soccerway.com (الإنجليزية)
- البرتو فريسون على موقع عالم كرة القدم.نت (الإنجليزية)
- البرتو فريسون على موقع AS.com (الإسبانية)